# Trzcianka (gmina Nowa Słupia)
Trzcianka – wieś w Polsce położona w województwie świętokrzyskim, w powiecie kieleckim, w gminie Nowa Słupia.
| SIMC    | Nazwa   | Rodzaj    |
| ------- | ------- | --------- |
| 0255846 | Gajówka | część wsi |
| 0255852 | Kapkaz  | osada     |

W latach 1975–1998 miejscowość należała administracyjnie do województwa kieleckiego.
Przez miejscowość przebiega droga wojewódzka nr 753.
Przez wieś przechodzi  Główny Szlak Świętokrzyski im. Edmunda Massalskiego z Gołoszyc do Kuźniaków.
Historia wsi w odrębnym artykule: